# Knase Anka
Knase Anka (Fethry Duck i original, Paperoga på italienska)  är en tecknad figur som i serierna om Kalle Anka är dennes förvirrade kusin. I Don Rosas släktträd är han son till Lucinda Lom och Unkas Anka. Figuren föddes 2 augusti 1965, i den italienska Musse Pigg-tidningen Topolino nummer 453. Serien producerades av Dick Kinney och Al Hubbard.

## Historik
Seriedebuten skedde i den italienska Disneytidningen Paperino, även om skaparna var amerikaner. Därefter återtrycktes serierna i tidningsform både i USA, Sverige och i andra länder.
Don Rosa ville dock inte ha med honom på sitt släktträd men blev övertalad till detta av den europeiska förläggaren Egmont. På senare år har Knase mest förekommit i europeiska Disneyserier som Kalle Ankas Pocket och Kalle Anka & Co. Knase hade sin storhetstid på 1960- och 70-talen i serier av Al Hubbard och Tony Strobl.

## Kännetecken
Knase har en tendens att ställa till med olyckor och förtret runt omkring sig, något som släktingar och grannar ofta har problem med.
Knase, vars karaktär år inspirerad av 1960-talets beatnik- och hippiekultur, har ofta många tokiga idéer som han ofta ber Kalle Anka om hjälp med att genomföra. Idéerna, som oftast handlar om hur rika Kalle och Knase kan bli genom att göra en speciell grej, går i slutändan nästan alltid helt åt pipsvängen. Naturligtvis är det alltid Kalle som får betala för skadorna. Knase är även tillsammans med Kalle med i den hemliga organisationen TNT-Tämjande av näsvisa troll som bekämpar övernaturliga fenomen.